# Лоуренс, Ричард
Ри́чард Ло́уренс (англ. Richard Lawrence; 3 апреля 1800, Англия — 13 июня 1861 Вашингтон, США) — американский маляр, получивший известность как первый в истории Соединенных штатов Америки человек, покушавшийся на жизнь президента США. 30 января 1835 года он пытался убить 7-го  президента США Эндрю Джексона на территории Капитолия. Был признан невменяемым и пожизненно отправлен в психиатрическую больницу, где умер через 26 лет.

## Биография

### Ранняя жизнь
По разным данным Ричард Лоуренс родился в 1800 году в Англии. Когда ему было 12 лет, его семья переехала в Соединенные Штаты Америки, и поселилась в Виргинии. В детстве все знакомые Лоуренса описывали его как тихого и застенчивого, однако трудолюбивого мальчика, который всегда пытался помогать своим родителям. Он никогда не проявлял странности в поведении, или признаков психического расстройства. Став старше, Лоуренс освоил профессию маляра, и начал работать по специальности на всей территории штата. Историки полагают, что именно воздействие токсичных веществ, которые в то время добавляли в краску привело к органическому поражению мозга и со временем вызвало у него психическое расстройство. В начале 1830-х годов он вместе с семьей переехал в столицу Америки, в Вашингтон.

### Проблемы с психикой
Первые признаки психических проблем стали проявляться у Ричарда Лоуренса в ноябре 1832 года, когда он внезапно бросил свою работу и сообщил родственникам, что возвращается в Англию. Однако через месяц он вернулся домой и заявил, что решил не плыть в Англию из-за «холодной погоды». Он вновь занялся своим основным ремеслом, однако уже в начале 1833 года, вновь бросив все, заявил о возвращении в Англию «для изучения пейзажной живописи». Лоуренс снова уехал и несколько недель прожил в Филадельфии, однако затем вновь вернулся домой и заявил семье, что не смог уплыть в Англию из-за «неназванных людей», а также сказал, что читал в филадельфийских газетах статьи о себе, в которых содержалось «осуждение его планов уехать в Англию со стороны правительства США».
Затем Лоуренс заявил, что собирается начать работать, чтобы накопить достаточно денег для найма корабля с капитаном, с помощью которого он планировал переплыть в Англию. Однако психическое расстройство Лоуренса прогрессировало, и вскоре, вновь оставив работу, он заявил своей сестре и ее мужу, что ему более не нужно работать, так как «правительство США задолжало ему крупную сумму денег»,  которую вскоре «собираются вернуть», так как он является «потомком короля Англии Ричарда III».
В это же время внешний вид и поведение Лоуренса стали сильно меняться из-за психического расстройства. Обычно уравновешенный и спокойный, он начал проявлять агрессию и оскорблять членов своей семьи и соседей, а кроме того, отрастил усы и стал одеваться в старомодную одежду, которую менял по 3-4 раза в день. Однажды Лоуренс накинулся с кулаками на горничную, так как считал, что она смеется над ним; в другой раз сестра застала его разговаривающим с самим собой. Кроме того, соседи отмечали, что Лоуренс почти каждый день по несколько часов проводил, сидя у входной двери своего дома в ожидании «выплаты от правительства США», а в конце 1834 года пришел к выводу, что президент Эндрю Джексон препятствует выплате «денежного долга», и решил физически устранить его, так как считал, что вице-президент Мартин Ван Бюрен тут же выплатит ему все деньги, как только вступит в должность.

## Покушение на Эндрю Джексона
В начале января 1835 года Лоуренс приехал в Вашингтон и несколько недель следил за перемещениями президента, Эндрю Джексона. Он арендовал мастерскую и приобрел два однозарядных кремнёвых пистолета. Утром, 30 января 1835 года Ричард Лоуренс, надев шляпу и длинное пальто, со словами: «Будь я проклят, если я не сделаю это!» в последний раз покинул свою мастерскую.
В тот же день президент Джексон присутствовал в Капитолии на прощании с членом Палаты представителей США от штата Южная Каролина Уорреном Дэвисом, которого затем должны были похоронить на кладбище Конгресса. Тогда президента США охраняли очень слабо, без охранников, и почти любой желающий без особого труда мог пройти в правительственное учреждение или же приблизиться к главе американского государства, а на похороны государственных деятелей допускались все желающие. Этим и воспользовался Лоуренс: спрятав в глубоких карманах пальто два пистолета, он, смешавшись с толпой местных жителей, желавших принять участие в прощании с Дэвисом, планировал застрелить Джексона, когда тот будет выходить из своего экипажа. Однако Ричард не смог совершить задуманное из-за того, что после прибытия Джексона на место, к экипажу бросилось несколько десятков человек, чтобы пожать руку президенту, и Лоуренсу не удалось приблизиться к нему на достаточное для выстрела расстояние.
Тогда он решил дождаться, когда Джексон будет покидать церемонию, и уже потом застрелить его на выходе из Капитолия. Лоуренс встал у восточного выхода из здания и принялся ожидать. Через несколько часов Джексон вышел из прощального зала в сопровождении всего одного телохранителя и нескольких приближенных. Когда он прошел в нескольких метрах от Лоуренса, тот выхватил первый пистолет и, прицелившись Джексону в верхнюю часть спины, нажал на курок, однако, в тот день шла сильная январская метель, и порох в пистолете отсырел, так как Лоуренс слишком долго находился на улице, в результате чего оружие дало осечку. Услышав характерный щелчок, президент обернулся, в этот момент Лоуренс выхватил второй пистолет и попытался вновь выстрелить, но Джексон ударил его тростью по руке, в результате чего оружие упало в снег. Попытавшегося поднять оружие Лоуренса президент еще несколько раз ударил тростью, и тотчас сумасшедший нападавший был свален на землю охранником и обезврежен.

## Суд и смерть
Во время разбирательства и суда Ричард Лоуренс вел себя сильно неадекватно и кричал, что «не признает законность судебного разбирательства», а также заявил: «Уважаемые джентльмены, судить вас должен я, а не вы меня!». 11 апреля 1835 года суд под председательством судьи Френсиса Кея признал Ричарда Лоуренса душевнобольным (невнемяемым) и приговорил его к пожизненному содержанию в лечебнице для душевнобольных. В течение последующих 20 лет его дважды перевозили из одной больницы в другую, пока наконец в 1855 году не поместили в психиатрическую больницу имени св. Елизаветы, где он и умер от естественных причин 13 июня 1861 года.